# ライスセンター
ライスセンターとは、穀物（主に米）の処理を行う農業施設の形態の一種であり、もみの荷受から乾燥・もみすり・選別・出荷という4段階の処理を行う収穫施設である。
カントリーエレベーターに比較して規模は小さいことが多い。貯蔵サイロは備えておらず、荷受・乾燥・もみすり・選別・出荷の工程間のバルク貯蔵機能はない。出荷までの貯蔵のために低温倉庫（袋詰め又はフレコン詰めで保管）を併設している例もある。
処理方式には個別処理方式と集団処理方式がある。前者は比較的小型の乾燥機を複数備え、もみが荷口ごとに別の乾燥機に送られ乾燥される。多くの品種が同時並行的に処理できる。後者は比較的大型の乾燥機を備え、もみを同一品種ごとに一括して処理する方式で、施設の利用効率が高い。